# 하마키타시
하마키타시(浜北市)는 일본 시즈오카현 서부에 존재하던 시이다.
1963년 7월 1일에 시로 승격하였다. .2005년 7월 1일 주변 10개 시정촌과 함께 하마마쓰시에 편입 합병되어 폐지되었다. 같은날 지방 자치법 제202조의 4에 근거한 하마키타 지역 자치구가 설치되었다. 2007년 4월 1일 하마마쓰 시가 정령지정도시로 승격했을 때 이 지역 자치구 전역이 하마키타 구가 됨에 따라 하마키타 지역 자치구는 폐지되었다.

## 역사
- 1956년 4월 1일 - 하마나정, 기타하마촌, 아카사촌, 나카제촌, 이나사군 아라타마촌이 신설 합병해 하마키타정이 성립하였다.
- 1963년 7월 1일 - 하마키타정이 시로 승격해 하마키타시가 성립하였다.
- 2005년 7월 1일 - 하마마쓰시에 편입 합병되었다. 동일 하마키타시는 폐지되었다.

## 복합 스타디움 구상
1995년 하마키타 시내에 3~5만 명 정도를 수용할 수 있는 전용 축구 스타디움과 체육관, 수영장과 상업시설을 병설한 복합시설을 건설해 일본 프로축구리그에 가입하는 쥬빌로 이와타를 유치할 계획이 있었으나 당시 시장 모리시마 히로미츠가 경기장 건설에 관한 뇌물수수 혐의로 체포된 것이나 시민들의 열기가 부족해 육상경기장과 겸용하는 스타디움으로 변경하기로 방침을 바꿨다. 그러나 후쿠로이 시의 오가사야마 종합운동공원 건립에 따라 그 구상도 백지 철회됐다.